# HD213534
HD213534 — хімічно пекулярна зоря спектрального класу A5, що має видиму зоряну величину в смузі V приблизно  6,3.
Вона  розташована на відстані близько 407,7 світлових років від Сонця.

## Фізичні характеристики
Зоря HD213534 обертається 
досить швидко 
навколо своєї осі. Проєкція її екваторіальної швидкості на промінь зору становить  Vsin(i)= 57км/сек.
Телескоп Гіппаркос зареєстрував фотометричну змінність  даної зорі з періодом    1,17 доби в межах від  Hmin= 6,42 до  Hmax= 6,37.